# Anna Frankowska
Anna Frankowska (ur. 1953 w Zawierciu) – dziennikarka i pisarka. Autorka książki „Zatańcz z moją dziewczyną” (wyd. Młodzieżowa Agencja Wydawnicza, Warszawa 1978) i opowiadań „Śliczny poranek” (Młodzieżowa Agencja Wydawnicza, Warszawa 1988), „Halina” (1988), „Mamusia” (1986) i „Przecież to wszystko” (1989).